# Зал славы авторов песен
Зал славы авторов песен (или Зал славы сочинителей песен, англ. Songwriters Hall of Fame (SHOF)) — американская общественная организация, созданная в поддержку заслуженных композиторов и авторов популярных песен в США и подающих надежды молодых талантов. Является дочерней организацией Национальной академии популярной музыки США.
Штаб организации находится в Нью-Йорке.
Как правило, в Зал славы авторов песен избираются музыканты, чьи композиции популярны во всем мире и признаны Национальной академией популярной музыки.

## История создания
Зал славы авторов песен был создан в 1969 году поэтом-песенником и композитором Джонни Мерсером и издателями Эйбом Ольманом и Хауви Ричмондом.
Целью организации стало увековечение выдающихся композиторов и авторов текстов популярных песен и сохранение их наследия для последующих поколений. Для этого собираются биографии и составляются списки произведений каждого члена организации. В планах организации — создание музея-архива, открытого для общественности. Финансирование организации осуществляется исключительно за счет добровольных пожертвований, поэтому в настоящее время имеется только виртуальный музей на официальной веб-странице организации.
В 1973 году президента-основателя Мерсера сменил на его посту Сэмми Кан, основавший в поддержку этого проекта Национальную академию популярной музыки. После его смерти. С 1993 по 1998 год организацию возглавлял Фрэнк Синатра.
В настоящее время Залом славы руководит президиум (8 человек) и совет директоров (22 человека).

## Награждение
Зал славы авторов песен работает в тесном сотрудничестве с Национальной академией популярной музыки США, ежегодно отмечая композиторов и авторов песен целым рядом наград, важнейшей из которых является выбор новых членов организации. Остальные награды частично могут присуждаться прочим лицам.
Имена победителей объявляются общественности в феврале, однако официальная церемония награждения проходит 12 июня в Нью-Йорке.
С 1969 по 2008 год в Зал славы было принят 351 член. Обычно членами организации становятся конкретные лица. Но есть и несколько групп, удостоившихся этого титула: британская группа «Queen» и американские «Crosby, Stills & Nash» и «Bon Jovi».
Кроме этого вручаются следующие награды:
- Премия имени Джонни Мерсера (Johnny Mercer Award)

Присуждается только членам организации, создавшим, кроме этого, выдающееся произведение в традициях Джонни Мерсера
- Премия за заслуги имени Сэмми Кана (Sammy Cahn Lifetime Achievement Award)

Награждаются деятели искусства за творческий вклад в течение всей жизни.
- Премия издателям имени Эйба Олмана (Abe Olman Publisher Award)

Присуждается производителям музыки, способствующим распространению выдающихся произведений.
- Премия молодых талантов имени Хэла Дэвида (Hal David Starlight Award)

Награждаются молодые таланты, успевшие зарекомендовать себя в популярной музыке.
- Хит-премия имени Хауви Ричмонда (Howie Richmond Hitmaker Award)

Присуждается певцам или представителям индустрии музыки за продержавшиеся в течение длительного периода времени музыкальные супер-хиты.
- Towering Song Award

Присуждается авторам конкретной песни, которые, тем не менее, внесли значительный вклад в историю музыки и развитие музыкальной культуры США.

## Список
| A - Милтон Агер (1972) - Ли Адамс (1989) - Гаролдьд Адамсон (1972) - Ричард Адлер (1984) - Шарль Азнавур (1996) - Гарри Акст (1983) - Луис Алер (1975) - Эгберт Ван Альстайн (1970) - Лерой Андерсон (1988) - Пол Анка (1993) - Гарольд Арлен (1971) - Фред Ахлерт (1970) Б - Бёрт Бакарак (1971) - Джеф Барри (1991) - Джон Барри (1998) - Дейв Бартоломью (1998) - Кетрин Ли Бейтс (1970) - Том Белл (2006) - Бенни Бенджамин (1984) - Алан Бергман (1980) - Мэрлин Бергман (1980) - Ирвинг Берлин (1970) - Леонард Бернстайн (1971) - Чак Берри (1986) - Вильям Биллингс (1970) - Дон Блэк (2007) - Отис Блеквелл (1991) - Эрнст Болл (1970) - Джеймс Бленд (1970) - Ральф Блейн (1983) - Руби Блум (1982) - Джерри Бок (1971) - Bon Jovi (2009) - Лесли Брикасс (1989) - Джеймс Брокман (1970) - Гарт Брукс (2002) - Джексон Браун (2007) - Джеймс Браун (2000) - Лев Браун (1970) - Херб Найко Браун (1970) - Альфред Брайн (1970) - Будло Брайант (1986) - Фелис Брайант (1986) - Ирвинг Бург (2007) - Джо Бурк (1970) - Джони Бурк (1970) В - Нед Вашингтон (1972) Г - Вуди Гатри (1970) - Боб Гаудио (1995) - Айра Гершвин (1971) - Джордж Гершвин (1970) - Барри Гибб (1994) - Морис Гибб (1994) - Робин Гибб (1994) - Луис Вольф Гильберт (1970) - Хейвен Гиллеспи (1972) - Патрик Гилмор (1970) - Норман Гимбел (1984) - Джерри Гоффин (1987) - Мак Гордон (1970) - Адольф Грин (1980) - Эл Грин (2004) - Бад Грин (1975) - Джон Грин (1972) - Говард Гринфилд (1991) - Элли Гринвич (1991) - Фреди Гроф (1970) - Кеннет Гэмбл (1995) Д - Харт Данкс (1970) - Бобби Дарин (1999) - Мак Девид (1975) - Бенни Девис (1975) - Марк Девис (2006) - Мак Девис (2006) - De Koven, Reginald (1970) - DeLange, Eddie (1989) - Джон Денвер (1996) - De Paul, Gene (1985) - DeRose, Peter (1970) - De Sylva, B.G. (Buddy) (1970) - Нил Даймонд (1984) - Dietz, Howard (1972) - Dixon, Mort (1970) - Фэтс Домино (1998) - Donaldson, Walter (1970) - Dozier, Lamont (1988) - Drake, Ervin (1983) - Dresser, Paul (1970) - Dreyer, Dave (1970) - Dubin, Al (1970) - Вернон Дьюк (1970) - Боб Дилан (1982) - Майкл Джексон (2002) - Кэрри Джекобс-Бонд (1970) - Мик Джаггер (1993) - Jenkins, Gordon (1982) - Jennings, Will (2006) - Jobim, Antonio Carlos (1991) - Билли Джоэл (1992) - Элтон Джон (1992) - Johnson, Howard (1970) - Johnson, James P. (1970) - Johnson, James W. (1970) - Johnston, Arthur (1970) - Jones, Isham (1970) - Скотт Джоплин (1970) - Хэл Дэвид (1972) H - Hanley, James F. (1970) - Отто Харбах (1970) - Harburg, E.Y. («Yip») (1971) - Harnick, Sheldon (1971) - Harris, Charles K. (1970) - Hart, Lorenz (Larry) (1970) - Henderson, Ray (1970) - Herbert, Victor (1970) - Herman, Jerry (1982) - Heyman, Edward (1975) - Hilliard, Bob (1983) - Hoffman, Al (1984) - Holland, Brian (1988) - Holland, Edward (1988) - Howard, Harlan (1997) - Леон Хафф (1995) | И, Й - Раймонд Иган (1970) - Джек Йеллен (1972) K - Берт Калмар (1970) - Гас Кан (1970) - Сэмми Кан (1972) - Джон Кандер (1983) - Хоги Кармайкл (1971) - Ноэл Кауард (1988) - Джордж М. Кохан (1970) - Queen (2003) - Берт Кемпферт (1993) - Джимми Кеннеди (1997) - Джером Керн (1970) - Тед Колер (1972) - Фрэнсис Скотт Ки (1970) - Кэрол Кинг (1987) - Сидни Клер (1970) - Эрик Клэптон (2001) - Фил Коллинз (2003) - Бетти Комден (1980) - Кон Конрад (1970) - Энн Колдвел (1970) - Генри Косби (2006) - Сем Кослов (1970) - Сай Коулмэн (1981) - Ирвинг Кохал (1970) - Крис Кристоферсон (1986) - Стив Кроппер (2005) - Джим Кроче (1990) - Линда Крид (1992) - Боб Кру (1985) - Сэм Кук (1987) - Фред Кутс (1972) - Мэрайя Кэри (2007) - Гарри Кэролл (1970) - Джонни Кэш (1977) Л - Мишель Легран (1990) - Бартон Лейн (1972) - Джек Лоуренс (1975) - Эрнесто Лекуона (1997) - Пегги Ли (1999) - Лидбелли (1970) - Джерри Лейбер (1985) - Leigh, Carolyn (1985) - Джон Леннон (1987) - Алан Джей Лернер (1971) - Leslie, Edgar (1972) - Lewis, Sam (1970) - Литл Ричард (2003) - Джей Ливингстон (1977) - Джерри Ливингстон (1981) - Френк Лёссер (1970) - Фредерик Лоу (1972) - Лоретта Линн (2008) M - Воллард Макдональд (1970) - Эдвард Мэдден (1970) - Херб Мегидсон (1980) - Генри Манчини (1984) - Барри Манилоу (2002) - Mann, Barry (1987) - Marks, Johnny (1981) - Martin, Hugh (1983) - Майкл Массер (2007) - Кёртис Мэйфилд (2000) - McCarthy, Joseph (1970) - Пол Маккартни (1987) - McHugh, Jimmy (1970) - Дон Маклин (2004) - Алан Менкен (2008) - Джонни Мерсер (1971) - Merrill, Bob (1987) - Meyer, George W. (1970) - Meyer, Joseph (1972) - Джони Митчелл (1997) - Monaco, Jimmy (1970) - Moret, Neil (1970) - Ван Моррисон (2003) - Morse, Theodore (1970) - Силвия Мои (2006) - Muir, Lewis F. (1970) Н - Эзельберт Невин (1970) - Вилли Нельсон (2001) - Рэй Нобл (1996) - Джек Норворт (1970) - Рэнди Ньюман (2002) - Энтони Ньюли (1989) O - Джон Отис (2004) - Ченси Олкотт (1970) - Рой Орбисон (1989) | П - Долли Партон (2001) - Джон Говард Пейн (1970) - Макео Пинкард (1984) - Лью Поллак (1970) - Док Помус (1992) - Дэвид Портер (2005) - Коул Портер (1970) - Джеймс Пьерпонт (1970) - Митчел Пэриш (1972) Р - Ральф Рейнгер (1970) - Тедди Рендаззо (2007) - Raye, Don (1985) - Razaf, Andy (1972) - Отис Реддинг (1994) - Rehbein, Herb (1993) - Revel, Harry (1970) - Rexford, Eben E. (1970) - Тим Райс (1999) - Кит Ричардс (1993) - Лайонел Ричи (1994) - Robin, Leo (1972) - Смоки Робинсон (1990) - Rodgers, Jimmie (1970) - Ричард Чарльз Роджерс (1970) - Зигмунд Ромберг (1970) - Rome, Harold (1982) - Root, George F. (1970) - Фред Роуз (1970) - Rose, Fred (1985) - Rose, Vincent (1970) - Ross, Jerry (1982) - Ruby, Harry (1970) - Russell, Bob (1970) С - Кэрол Байер Сейджер (1987) - Карли Саймон (1994) - Пол Саймон (1982) - Джон Себастиан (2008) - Нил Седака (1983) - Пит Сигер (1972) - Тейлор Свифт (2010) - Карл Сигман (1972) - Валери Симсон (2002) - Гарри Смит (1970) - Семюэл Смит (1970) - Тед Снайдер (1970) - Стивен Сондхайм (1975) - Фил Спектор (1997) - Брюс Спрингстин (1999) - Джул Стайн (1972) - Макс Стайнер (1995) - Эндрю Стерлинг (1970) - Ал Стилмен (1982) - Стинг (2002) - Ларри Сток (1998) - Майк Столлер (1985) - Уильям Стрэйхорн (1984) - Барретт Стронг (2004) - Джон Суза (1970) T - Джеймс Тейлор (2000) - Альберт Ван Тильзер (1970) - Гарри Ван Тильзер (1970) - Гарри Тирни (1970) - Гарри Тобиас (1983) - Чарльз Тобиас (1970) - Роб Томас (2004) - Берни Топин (1992) - Рой Турк (1970) У - Фэтс Уоллер (1970) - Сэмюэль Уорд (1970) - Гарри Уоррен (1971) - Дайан Уоррен (2001) - Майбл Уэйни (1972) - Webb, Jimmy (1986) - Эндрю Ллойд Уэббер (1995) - Пол Уэбстер (1972) - Weil, Cynthia (1987) - Weil, Michael (2006) - Курт Вайль (1970) - Weinstein, Bobby (2007) - Джордж Дэвид Вайс (1984) - Wenrich, Percy (1970) - Whitfield, Norman (2004) - Whiting, Richard (1970) - Wilder, Alec (1983) - Williams, Clarence (1970) - Хэнк Уильямс (1970) - Джон Уильямс (1998) - Williams, Paul (2001) - Williams, Spencer (1970) - Willson, Meredith (1982) - Брайан Уилсон (2002) - Winner, Septimus (Sep) (1970) - Билл Уизерс (2005) - Стиви Уандер (1983) - Woods, Harry M. (1970) - Work, Henry C. (1970) - Wrubel, Allie (1970) Ф - Сэмми Фейн (1972) - Тед Фиорито (1970) - Дороти Филдз (1971) - Фред Фишер (1970) - Джон Фогерти (2005) - Чарлз Фокс (2004) - Стивен Фостер (1970) - Гленн Фрай (2000) - Артур Фрид (1972) - Рудольф Фримль (1971) Х - Оскар Хаммерстайн II (1970) - Дон Хенли (2000) - Айзек Хейз (2005) - Бадди Холли (1986) - Джимми Ван Хьюзен (1971) - Марвин Хэмлиш (1986) - Уильям Хэнди (1970) - Дерил Холл (2004) - Альберт Хаммонд (2008) - Лоу Хэндмен (1975) Ц - Ирвинг Сизар (1972) Ч - Дезмонд Чайлд (2008) - Саул Чаплин (1985) Ш - Артур Шварц (1972) - Джин Шварц (1970) - Ричард Шерман (2005) - Роберт Шерман (2005) - Чарльз Штраус (1985) - Морт Шуман (1992) Э - Фред Эбб (1983) - Рэй Эванс (1977) - Гас Эдвардс (1970) - Эдвард Элизсью (1975) - Дюк Эллингтон (1971) - Дэн Эмметт (1970) - Николас Эшфорд (2002) Ю - Винсент Юменс (1970) Я - Виктор Янг (1970) - Джо Янг (1970) - Райда Джонсон Янг (1970) |